# China Zheshang Bank
China Zheshang Bank («Чайна Чжэшан бэнк», сокращённо CZBank) — китайский коммерческий банк, единственный общенациональный банк, базирующийся в Ханчжоу, административном центре провинции Чжэцзян. В списке крупнейших публичных компаний мира Forbes Global 2000 за 2019 год занял 493-е место; из китайских компаний в этом списке занял 67-е место. В 2018 году занял сотое место в списке крупнейших банков по размеру активов по версии британского журнала Banker.

## История
Предшественником China Zheshang Bank является Zhejiang Commercial Bank, коммерческий банк провинции Чжэцзян, основанный в 1993 году в Нинбо. Он был совместным предприятием Bank of China, Nanyang Commercial Bank, Bank of Communications и Zhejiang International Trust and Investment Co. В 2004 году этот банк был реорганизован в самостоятельную структуру, а его штаб-квартира была перенесена из Нинбо в административный центр провинции, Ханчжоу. 30 марта 2016 года банк провёл первичное размещение акций на Гонконгской фондовой бирже. В апреле 2017 года начала работу дочерняя лизинговая компания Zheyin Financial Leasing, а в апреле 2018 года в Гонконге было открыто первое отделение банка вне материкового Китая.

## Деятельность
China Zheshang Bank в основном ориентирован на обслуживание компаний, государственных ведомств и финансовых институтов, подразделение корпоративного банкинга даёт около двух третей выручки, казначейские услуги приносят пятую часть выручки, остальное приходится на розничный банкинг, включающий приём депозитов, выдачу потребительских кредитов и выпуск банковских карт. Сеть банка насчитывает 242 отделения в 16 провинциях КНР и Гонконге, основным регионом деятельности является дельта реки Янцзы.
По итогам 2021 года чистая прибыль банка выросла на 2,75 % и составила 12,65 млрд юаней (1,99 млрд долларов США); доходы от коммерческой деятельности банка составили 54,47 млрд юаней, увеличившись на 14,19 % в годовом исчислении; инклюзивные кредиты, выданные малым предприятиям, выросли на 17,06 % и составили 236,55 млрд юаней; к концу 2021 года общая сумма активов составила 2,29 трлн юаней, что на 11,64 % больше, чем годом ранее.  
|                     | 2011  | 2012  | 2013  | 2014  | 2015  | 2016  | 2017  | 2018  |
| ------------------- | ----- | ----- | ----- | ----- | ----- | ----- | ----- | ----- |
| Выручка             | 8,453 | 10,47 | 13,50 | 17,40 | 25,13 | 33,65 | 34,26 | 39,02 |
| Чистая прибыль      | 2,850 | 4,026 | 4,901 | 5,096 | 7,051 | 10,15 | 10,95 | 11,49 |
| Активы              | 301,9 | 393,8 | 488,1 | 670,0 | 1032  | 1355  | 1537  | 1647  |
| Собственный капитал | 20,69 | 22,71 | 27,81 | 33,15 | 49,66 | 67,48 | 88,19 | 100,9 |

## Акционеры
Крупнейшими акционерами являются комиссии по управлению государственными активами города Нинбо (22 %) и провинции Чжэцзян (14,2 %), угледобывающая компания Yanzhou Coal Mining (20,5 %), Xinhu Zhongbao Co., Ltd. (8,54 %), Tongchuang Jiuding Investment Management Group Co. Ltd. (7,44 %), Zhejiang Lingyan Capital Management Co. Ltd. (5,49 %). Кроме обычных акций класса H банком в марте 2017 года были выпущены привилегированные акции на $2,175 млрд, их номинальным держателем является The Bank of New York Depository (Nominees) Limited (лондонское отделение The Bank of New York Mellon); дивиденды по ним в 2018 году составили $131,7 млн.